# Nadezhda Belavtseva
Nadiya Belavtseva  (nacida como Nadezhda Belavtseva Anatolevna; en ucraniano Надежда  Белавцева Анатольевна), el 8 de agosto de 1993 en Chernivtsi, Ucrania) es una gimnasta rítmica individual de nacionalidad ucraniana. Fue miembro del equipo Olímpico nacional de gimnasia rítmica de Ucrania. Es ocho veces campeona nacional de Ucrania y acreedora de diversos reconocimientos nacionales e internacionales. En 2010 fue reconocida como "campeona absoluta de Ucrania en el programa de maestros del deporte en el campeonato abierto para colegiales".

## Carrera profesional

### Primeros años[2]
Nadiya Belavtseva creció con sus abuelos. Su abuelo la inscribió a la Escuela de Gimnasia No. 7 de Chernivtsi a la edad de siete años, donde entrenó bajo la supervisión de Julietta Chernaya, antigua jueza de la Federarión Ucraniana de Gimnasia Rítmica. A los pocos años comenzó a obtener los mejores resultados en campeonatos locales. Gracias a su talento asistió rápidamente a los campamentos especializados en gimnasia rítmica en Kiev. A los diez años ingresó a la Escuela Deriúguina de gimnasia rítmica en 2003 bajo tutelaje de Albina e Irina Deriúguina.

### Equipo olímpico nacional
En 2006 Nadiya Belavtseva ingresó al Escuela de Reserva Olímpica y posteriormente, en 2008, se convirtió en el cuarto miembro del Equipo Olímpico Nacional de gimnasia rítmica de Ucrania. En 2011 medios locales reportaron que los organizadores pre-olímpicos recibieron sobornos con el fin de impedir la participación de Nadiya Belavtseva en los Juegos Olímpicos de Londres 2012.

### Federación Ucraniana de Gimnasia Rítmica
De 2013 a 2016 fue jueza de la tercera categoría nacional de la Federación de Gimnasi Rítmica de Ucrania. Paralelamente inició una carrera como entrenadora profesional en 2012.

## Distinciones
- 2do Lugar (XI Universiade de Ucrania, 2013)
- Campeona de Kiev (Multiatlón del Programa de Maestros del Deporte, 2012)
- Campeona absoluta de Ucrania (Campeonato Nacional del Ministerio de Juventud y Deporte de Ucrania, 2012, 2010, 2009, 2007,2006, 2005)